# Polstar
 (septembre 2020).
Si vous disposez d'ouvrages ou d'articles de référence ou si vous connaissez des sites web de qualité traitant du thème abordé ici, merci de compléter l'article en donnant les références utiles à sa vérifiabilité et en les liant à la section « Notes et références ».
Polstar est une série de bande dessinée humoristique écrite par Jean Léturgie et dessinée par son fils Simon Léturgie. Son premier cycle en trois volumes a été publié par John Eigrutel Production entre 1996 et 1999. Il a ensuite été réédité par Vents d'Ouest lorsque celle-ci a publié un quatrième volume en 2002. La série est inachevée.

## Synopsis
Nicolas Polstar, anti-héros par excellence (haut comme trois pommes et déjà en famille), va être traumatisé par le massacre de sa famille (et surtout par celui de sa « maman », une simple couveuse). Il va ainsi entreprendre une vendetta contre celui qu'il croit être responsable de cet acte. Il se rend vite compte que les responsables sont une bande de singes (dirigé par le Monkey) et que le massacre a été commandité par les trois sages, maîtres pas si bienveillants que ça de l'Empire.

## Personnages
- Nicolas Polstar : Le héros
- Le Monkey : Responsable du massacre de la famille de Polstar. Il va faire équipe tout de même avec ce dernier afin de se venger des trois sages de l'Empire qui ont tenté de l'éliminer après l'avoir utilisé pour leurs sales besognes.
- Le Mérou : Justicier se dressant contre les trois sages.

## Albums
- Polstar, John Eigrutel Productions :

1. Le Mérou, 1996  (ISBN 2911622022).
2. Le Monkey, 1998  (ISBN 2911622057)[1].
3. L'Empire, 1999  (ISBN 2911622073).

- Polstar bonus, Treize étrange, 2001  (ISBN 2911058607). Deux histoires courtes à lire en parallèle au deuxième tome[2].
- Polstar, Vents d'Ouest :

1. Le Mérou, 2001  (ISBN 286967967X).
2. Le Monkey, 2001  (ISBN 2869679688).
3. L'Empire, 2001  (ISBN 2869679696)[3].
4. La Meute, 2002  (ISBN 286967970X).

### Documentation
- Nicolas Pothier, « La peau du Mérou se tond ! », BoDoï, no 44,‎ août-septembre 2001, p. 16.